# Paul Cassard
Paul Cassard, né vers 1642 à Nantes mort le 3 novembre 1706 dans la même ville, écuyer, seigneur de La Joue, de Brossay, de Fégréac et de La Fruzière, est un magistrat et le 68e maire de Nantes de 1688 au 21 avril 1690.

## Biographie
En 1670, il acquiert la charge de juge criminel au présidial pour la somme de 59 000 livres puis celle de maître en la Chambre des comptes de Bretagne en 1696. Lors de sa nomination au poste de maire en 1688, sa fortune s'élevait à 126 721 livres.

### Famille et mariage
Paul Cassard est le fils d'Olivier Cassard de La Chastaigneraye, gardes des livres de la chambre des comptes de Bretagne, et de Charlotte Davy. Son grand-père est Jehan Cassard, sieur du Planty demeurant dans l'actuel quartier Saint-Jacques de Nantes. Il est sûrement issu d'une famille de marchands, bien que son frère cadet, le capitaine d'infanterie Jean Cassard, sieur de Pontveix, soit parvenu à faire accepter la noblesse de sa filiation par le Conseil du roi en 1702.
Le 13 avril 1672, Paul Cassard se marie en l'église de Saint-Denis, aujourd'hui détruite et située dans la rue Saint-Denis à Nantes, avec Françoise Mesnard, fille de Louis Mesnard, sieur de La Noë, marchand de draps de soie, échevin de Nantes, et de Françoise Fouré.
De cette union naissent :
- Louise, épouse de Julien Joseph Busson, sieur de Saint-Clément, capitaine au régiment de Tourville ;
- Emmanuel Cassard,  sieur de La Joue, juge criminel de Nantes, époux de Françoise Merlet puis  Pélagie de Cornulier ;
- Paul Cassard, écuyer, seigneur de la Fruzière, maître des Comptes en Bretagne, né vers 1675, épouse le 15 janvier 1696 à l'église Saint-Laurent de Nantes Charlotte Noblet, fille de Pierre Noblet du Vilo, 69e maire de Nantes avec lequel il a un degré de consanguinité au second degré.

L'Armorial d'Hozier indique une seconde union avec Antoinette Rogon de Beaubois. Il est dit sieur de la Joue et de Vigneux-de-Bretagne. La seigneurie de Vigneux provient du premier mariage de sa femme, avec Claude Leborgne, sieur de Vigneux.